# Drozdowo (powiat Olecki)
Drozdowo (Duits: Drosdowen; 1934-1945: Drosten) is een plaats in het Poolse woiwodschap Ermland-Mazurië, gelegen in het district Olecki. De plaats maakt deel uit van de landgemeente Kowale Oleckie en telt 250 inwoners.